# Station Jordanów
Station Jordanów is een spoorwegstation in de Poolse plaats Jordanów.